# Walentina Tichomirowa
Walentina Nikołajewna Tichomirowa ros. Валентина Николаевна Тихомирова, po mężu Łomakina ros. Ломакина (ur. 28 czerwca 1941 w Machaczkale w Dagestańskiej ASRR) – rosyjska lekkoatletka reprezentująca Związek Radziecki, specjalistka wielobojów, mistrzyni Europy.
Zdobyła złoty medal w pięcioboju na mistrzostwach Europy w 1966 w Budapeszcie. Na igrzyskach olimpijskich w 1968 w Meksyku zajęła 4. miejsce w tej konkurencji.
Na mistrzostwach Europy w 1969 w Atenach zajęła 4. miejsce w pięcioboju, a na mistrzostwach Europy w 1971 w Helsinkach – 5. miejsce. Była również piąta w pięcioboju na igrzyskach olimpijskich w 1972 w Monachium.
Tichomirowa była mistrzynią ZSRR w pięcioboju w latach 1967 i 1969-1972, w 1971 została halową mistrzynią kraju w biegu na 100 metrów przez płotki.
Pięciokrotnie poprawiała rekord ZSRR w pięcioboju w latach 1969-1973, doprowadzając go do wyniku 4754 punkty (10 sierpnia 1973, Jessentuki), będącego zarazem jej rekordem życiowym.